# Civitella Roveto
Civitella Roveto est une commune de la province de L'Aquila dans les Abruzzes en Italie.

## Administration
| Période                                  | Période  | Identité           | Étiquette | Qualité |
| ---------------------------------------- | -------- | ------------------ | --------- | ------- |
| 30 mai 2006                              | En cours | Sandro De Filippis |           |         |
| Les données manquantes sont à compléter. |          |                    |           |         |

### Hameaux
Case di Spaccio, Meta, Peschiera, San Savino

### Communes limitrophes
Canistro, Civita d'Antino, Filettino (FR), Luco dei Marsi, Morino